# 巴蔓子墓
巴蔓子墓，又名将军坟，是东周巴国将军巴蔓子的墓，位于解放碑街道莲花池渝海大厦负2层。

## 历史
相传始建于战国，历代多次修葺、重建。现存巴蔓子墓重建于1922年，位於重慶市渝中區蓮花池渝海大厦下方，墓成六边形，墓碑为民国初年川军将领但懋辛题，曰“东周巴将军蔓子之墓”，上款是“中华民国十一年二月吉旦”，落款为“初荣县但懋辛题”。
现存巴蔓子墓因七星岗马路返修与城市开发而被高楼掩盖，近年来多有专家学者与民间人士呼吁保护修缮，但因多种原因搁置。经封闭施工与拓宽展示厅，巴蔓子墓于2013年清明开放。渝中区还计划修建巴将军公园纪念巴蔓子，由地下通道联通巴蔓子墓。
巴蔓子墓于1962年2月18日被列為重慶市第一批文物古蹟保護單位，1983年12月1日被列為重慶市第一批市級文物保護單位，2000年9月7日被列為第一批重慶市文物保護單位。